# Mount Holdgate
Mount Holdgate ist ein markanter und 960 m hoher Berg auf Cook Island im Archipel der Südlichen Sandwichinseln. Mit steilen Gletscherbrüchen und Felsenkliffs ragt er am südöstlichen Ende der Insel auf und stellt eine weithin sichtbare Landmarke dar.
Das UK Antarctic Place-Names Committee benannte ihn 1974 nach dem britischen Biologen Martin Wyatt Holdgate (* 1931), Organisator und leitender Wissenschaftler bei der 1964 mit dem Schiff HMS Protector durchgeführten Erkundung der Südlichen Sandwichinseln.